# Julio César Castro
Julio César Castro, también conocido como Juceca (Montevideo, 6 de mayo de 1928 - Ib., 11 de septiembre de 2003) fue un escritor y humorista uruguayo.

## Biografía
Julio César Castro nació en Montevideo en 1928. Casado en primeras nupcias con Nelly Varela con quien tuvo dos hijos, Julio César Castro (1950-2012) y Mario Carlos Castro (1953-2013).
Actualmente tienen los derechos de autor la última esposa y tres de sus nietos: María Inés Castro, Ismael Castro y Sara Castro.
A partir de 1958 inicia su labor de comunicador en la radio "El espectador" y colabora en varios medios de prensa nacionales y extranjeros: "Ya", "Misia Dura", "Marcha", "El popular", "El dedo", "Guambia", en Buenos Aires "El Porteño" y "Crisis".
Su gran éxito es el personaje de "Don Verídico", con su pulpería "El resorte" y sus inigualables personajes El Tape Olmedo, la Duvija, Rosadito Verdoso y esa maestría para el humor absurdo mezclada con una veta profundamente poética que estrenó a principios de los años 1980 en CX 30 Radio Nacional.
Como dramaturgo fue autor de dos espectáculos unipersonales, ambos estrenados por Nidia Telles: "La última velada" (Teatro Circular, en 1998) y "Gracias por todo". Fue autor del guion cinematográfico que dirigió Guillermo Casanova sobre el cuento "El viaje hacia el mar", de Juan José Morosoli, donde también actuó.
Junto a Horacio Buscaglia, protagonizó en los mediodías de la radio 44, "Los guapos".

## Teatro/cine
Fue autor de las obras teatrales: La última velada (Teatro Circular de Montevideo), El contrabajo rosado (teatros Larrañaga de Buenos Aires y Arteatro de Montevideo), Están deliberando (Teatro Abierto, Buenos Aires), Combatiendo Al Amor (Buenos Aires, Argentina) y varias adaptaciones de sus cuentos para elencos de Uruguay y Argentina. 
En calidad de actor y autor, Juceca protagonizó El cuento perdido en Teatro Circular de Montevideo, con dirección de Héctor Manuel Vidal, y Cien pájaros volando en teatro El Galpón, con la dirección de Horacio Buscaglia. Aplaudido por la crítica y el público, continuó realizando sus espectáculos unipersonales en diversas salas de capital e interior del país.
En Argentina escribió libretos para la televisión y durante veinticinco años al humorista Luis Landriscina, quien catapultó definitivamente a Don Verídico como uno de los personajes más célebres del Río de la Plata.
En el campo cinematográfico participó en el largometraje "El viaje al Mar" de Guillermo Casanova, basado en el cuento homónimo de Juan José Morosoli. Allí Juceca cumplió la doble función de coguionista y actor en el personaje Siete y Tres Diez. También fue guionista de las películas "El muerto" y "Millonarios a la fuerza".
La presencia de Juceca en el cine pasa también por su obra mayor, Don Verídico, la cual fue registrada en los cuatro Cuentos de Don Verídico, filmados en los años ochenta por el uruguayo Walter Tournier.

## Televisión/radio
Entre 1990 y 1992 Juceca se transmitió por radio Centenario de Montevideo. Junto a Gerardo Sotelo realizó “Los cuentos de Don Verídico” en un show realizado en el Guambiódromo y editado como audio por el sello Ayuí. Ambos continuaron tiempo después con los cuentos en CX 30 Radio Nacional y al final en Canal 10 (Uruguay).
Juceca trabajó en televisión en los programas Caleidoscopio, conducido por María Inés Obaldía.
De igual a igual, conducido por Omar Gutiérrez. 
En Televisión Nacional en un espacio propio de humor y reflexión llamado Tarde piaste. Era común verlo vestido como gaucho contando, desde el personaje, los cuentos de Don Verídico.
En lo radial se destaca, entre otras, su labor en el microprograma diario de humor compartido con Horacio Buscaglia llamado Los guapos, que se emitía en la montevideana AM LIBRE.

## Obras
- Cuentos de Don Verídico editorial Arca, 1972
- * La vuelta de Don Verídico, Editorial Arca, 1977.
- Entretanto cuento (30 aniversario de Don Verídico: cuentos inéditos), Editorial Arca 1992.
- Don Verídico, Editorial Arca 1994.
- Don Verídico: Antología, Ediciones de la Banda Oriental, 1995.
- Los cuentos de Don Verídico, Archivo General de la Nación, Centro de Difusión del Libro, 1997. -Buenos Aires-
- Don Verídico se la cuenta, Editorial de la Flor, 1975.
- Más cuentos de Don Verídico, Editorial Neo Gráfica, 1982.
- Don Verídico: Recopilación, Editorial Imaginador, 1996.
- Nadie entiende nada
- Hay Barullo en el Resorte, 2002, obra póstuma con cuentos inéditos.
- Fofeto Fulero
- El Resorte está de fiesta